# Rusanj
Rusanj (cyr. Русањ) – wieś w Bośni i Hercegowinie, w Republice Serbskiej, w gminie Novo Goražde. W 2013 roku liczyła 19 mieszkańców.